# Dr. Pimple Popper/Episodenliste
Diese Liste enthält alle Episoden der US-amerikanischen Doku-Soap Dr. Pimple Popper, sortiert nach der Erstausstrahlung in den Vereinigten Staaten. Die Serie umfasst derzeit 86 Episoden und 7 Specials in 9 Staffeln.

## Übersicht
| Staffel   | Episodenzahl | Erstausstrahlung USA (TLC) | Erstausstrahlung USA (TLC) | Erstausstrahlung DE (TLC) | Erstausstrahlung DE (TLC) |
| Staffel   | Episodenzahl | Staffelpremiere            | Staffelfinale              | Staffelpremiere           | Staffelfinale             |
| --------- | ------------ | -------------------------- | -------------------------- | ------------------------- | ------------------------- |
| Special 1 | Special 1    | 3. Januar 2018             | 3. Januar 2018             | 16. Dezember 2018         | 16. Dezember 2018         |
| 1         | 6            | 11. Juli 2018              | 15. August 2018            | 23. Dezember 2018         | 27. Januar 2019           |
| Special 2 | Special 2    | 13. Dezember 2018          | 13. Dezember 2018          | 22. Dezember 2019         | 22. Dezember 2019         |
| 2         | 10           | 3. Januar 2019             | 7. März 2019               | 7. April 2019             | 16. Juni 2019             |
| 3         | 4            | 11. Juli 2019              | 1. August 2019             | 15. September 2019        | 6. Oktober 2019           |
| 4         | 6            | 26. Dezember 2019          | 30. Januar 2020            | 19. April 2020            | 24. Mai 2020              |
| Special 3 | Special 3    | 21. Dezember 2020          | 21. Dezember 2020          | 16. Januar 2022           | 16. Januar 2022           |
| 5         | 10           | 28. Dezember 2020          | 1. März 2021               | 25. April 2021            | 27. Juni 2021             |
| 6         | 10           | 14. Juli 2021              | 15. September 2021         | 7. November 2021          | 23. Januar 2022           |
| Special 4 | Special 4    | 22. September 2021         | 22. September 2021         | –                         | –                         |
| Special 5 | Special 5    | 29. September 2021         | 29. September 2021         | –                         | –                         |
| Special 6 | Special 6    | 8. Dezember 2021           | 8. Dezember 2021           | 11. Dezember 2022         | 11. Dezember 2022         |
| 7         | 10           | 16. Februar 2022           | 20. April 2022             | 12. Juni 2022             | 14. August 2022           |
| 8         | 10           | 13. Juli 2022              | 14. September 2022         | 2. Oktober 2022           | 4. Dezember 2022          |
| Special 7 | Special 7    | 15. Dezember 2022          | 15. Dezember 2022          | 17. Dezember 2023         | 17. Dezember 2023         |
| 9         | 20           | 5. April 2023              | 23. August 2023            | 16. Juli 2023             | 11. Februar 2024          |

## Staffel 1
| Nr. (gesamt) | Nr. (Staffel) | Originaltitel                        | Erstausstrahlung USA (TLC) | Deutscher Titel                            | Erstausstrahlung DE (TLC) |
| ------------ | ------------- | ------------------------------------ | -------------------------- | ------------------------------------------ | ------------------------- |
| 1            | 1             | The Lipoma Whisperer                 | 11. Juli 2018              | Fettgeschwulste für Fortgeschrittene       | 23. Dezember 2018         |
| 2            | 2             | The World's Largest Lump             | 18. Juli 2018              | Vorsicht, spritzig!                        | 30. Dezember 2018         |
| 3            | 3             | This Cyst Persists                   | 25. Juli 2018              | Gekommen um zu bleiben                     | 6. Januar 2019            |
| 4            | 4             | The Curious Case of the Pooting Cyst | 1. August 2018             | Die Luft ist raus                          | 20. Januar 2019           |
| 5            | 5             | A Lipoma Jackpot                     | 8. August 2018             | Harry Popper und der Pickel des Schreckens | 13. Januar 2019           |
| 6            | 6             | An American Tail                     | 15. August 2018            | 007: Pickelfinger                          | 27. Januar 2019           |

## Staffel 2
| Nr. (gesamt) | Nr. (Staffel) | Originaltitel                    | Erstausstrahlung USA (TLC) | Deutscher Titel                      | Erstausstrahlung DE (TLC) |
| ------------ | ------------- | -------------------------------- | -------------------------- | ------------------------------------ | ------------------------- |
| 7            | 1             | Nose No Bounds                   | 3. Januar 2019             | Der Eiterzinken                      | 14. April 2019            |
| 8            | 2             | Tumor Takeover                   | 10. Januar 2019            | Auswuchs XXL                         | 28. April 2019            |
| 9            | 3             | The Last Unicorn                 | 17. Januar 2019            | Das letzte Einhorn                   | 31. März 2019             |
| 10           | 4             | Sisters Lumpity Lump Lump        | 24. Januar 2019            | Stille Geschwulste sind tief         | 5. Mai 2019               |
| 11           | 5             | Every Rosacea Has Its Thorn      | 31. Januar 2019            | Dornröschens Erbe                    | 7. April 2019             |
| 12           | 6             | Popping Popeye                   | 7. Februar 2019            | Wie gewonnen, so zerronnen           | 12. Mai 2019              |
| 13           | 7             | Scared Cyst-Less                 | 14. Februar 2019           | Der einsame Einhorn-Junge            | 19. Mai 2019              |
| 14           | 8             | A Lipoma is Born                 | 21. Februar 2019           | Liebliche Lipome                     | 2. Juni 2019              |
| 15           | 9             | Mic Drop Pop!                    | 28. Februar 2019           | Flanke, Kopf-Ball, Tor!              | 26. Mai 2019              |
| 16           | 10            | Runaway Bump, Never Coming Back? | 7. März 2019               | Pickel-Wars: Die Akne schlägt zurück | 16. Juni 2019             |

## Staffel 3
| Nr. (gesamt) | Nr. (Staffel) | Originaltitel                   | Erstausstrahlung USA (TLC) | Deutscher Titel                     | Erstausstrahlung DE (TLC) |
| ------------ | ------------- | ------------------------------- | -------------------------- | ----------------------------------- | ------------------------- |
| 17           | 1             | Sleepless in Steatocystoma      | 11. Juli 2019              | 99 Eiterballons                     | 29. September 2019        |
| 18           | 2             | The Incredible Shrinking Lipoma | 18. Juli 2019              | Popperlapapp!                       | 6. Oktober 2019           |
| 19           | 3             | Hips Don't Lie                  | 25. Juli 2019              | Was ist rund und stinkt nach Fisch? | 22. September 2019        |
| 20           | 4             | Romancing the Lump              | 1. August 2019             | Und es hat „Plopp“ gemacht          | 15. September 2019        |

## Staffel 4
| Nr. (gesamt) | Nr. (Staffel) | Originaltitel               | Erstausstrahlung USA (TLC) | Deutscher Titel                | Erstausstrahlung DE (TLC) |
| ------------ | ------------- | --------------------------- | -------------------------- | ------------------------------ | ------------------------- |
| 21           | 1             | The Record Breaking Lump!   | 26. Dezember 2019          | 20 Jahre Beulen-Liebe          | 17. Mai 2020              |
| 22           | 2             | Peh-DUN-kyoo-LAY-ted        | 2. Januar 2020             | Das Krater-Gesicht             | 3. Mai 2020               |
| 23           | 3             | Eggs Lipoma                 | 9. Januar 2020             | Harte Beule, schlabbriger Kern | 10. Mai 2020              |
| 24           | 4             | Adventures in Pimplepopping | 16. Januar 2020            | Vom Golf- zum Softball         | 24. Mai 2020              |
| 25           | 5             | Dr. Lee Nose Best!          | 23. Januar 2020            | Jubel, Trubel, Eiterkeit       | 19. April 2020            |
| 26           | 6             | Warning: Cystem Shutdown!   | 30. Januar 2020            | 75 Pestbeulen                  | 26. April 2020            |

## Staffel 5
| Nr. (gesamt) | Nr. (Staffel) | Originaltitel          | Erstausstrahlung USA (TLC) | Deutscher Titel                   | Erstausstrahlung DE (TLC) |
| ------------ | ------------- | ---------------------- | -------------------------- | --------------------------------- | ------------------------- |
| 27           | 1             | Leave It to Nevus      | 28. Dezember 2020          | Buckelige Blutschwämmchen         | 25. April 2021            |
| 28           | 2             | Big Pop on Campus      | 4. Januar 2021             | Golfbälle im Nacken               | 1. Mai 2021               |
| 29           | 3             | Cystic River           | 11. Januar 2021            | Zysch!                            | 2. Mai 2021               |
| 30           | 4             | Don't Sweat It!        | 18. Januar 2021            | Die Stirnwarze                    | 9. Mai 2021               |
| 31           | 5             | Pain in the Neck       | 25. Januar 2021            | Ein Pickel namens Gertrud         | 16. Mai 2021              |
| 32           | 6             | Cyster, Cyster         | 1. Februar 2021            | Auch Schuppenflechte haben Rechte | 30. Mai 2021              |
| 33           | 7             | Split Decision         | 8. Februar 2021            | Die Narben, die mich prägen       | 6. Juni 2021              |
| 34           | 8             | The Fault in Our Scars | 15. Februar 2021           | Wobbeldiwobbeldi                  | 13. Juni 2021             |
| 35           | 9             | Comedone Sail Away     | 22. Februar 2021           | Weihnachtskugel am Ohr            | 20. Juni 2021             |
| 36           | 10            | A Spoonful of Cyst     | 1. März 2021               | Nasenbär online                   | 27. Juni 2021             |

## Staffel 6
| Nr. (gesamt) | Nr. (Staffel) | Originaltitel               | Erstausstrahlung USA (TLC) | Deutscher Titel          | Erstausstrahlung DE (TLC) |
| ------------ | ------------- | --------------------------- | -------------------------- | ------------------------ | ------------------------- |
| 37           | 1             | My Giant Nose Is Killing Me | 14. Juli 2021              | Neckische Nasen-Niffel   | 9. Januar 2022            |
| 38           | 2             | The Lipoma Psychic          | 21. Juli 2021              | Rogers Rückkehr          | 23. Januar 2022           |
| 39           | 3             | Thick-Skinned               | 28. Juli 2021              | Der Streuselkuchen       | 7. November 2021          |
| 40           | 4             | Numbing Nevus               | 4. August 2021             | Monströse Muttermale     | 12. Dezember 2021         |
| 41           | 5             | Driving Miss Lumpy          | 11. August 2021            | Akne am Allerwertesten   | 19. Dezember 2021         |
| 42           | 6             | The Exorcyst                | 18. August 2021            | Der Exorzyst             | 5. Dezember 2021          |
| 43           | 7             | Shoulder Boulder            | 25. August 2021            | Die Schulter muss runter | 21. November 2021         |
| 44           | 8             | Brain Pimple                | 1. September 2021          | Hirnschmalz              | 28. November 2021         |
| 45           | 9             | Alligator Skin              | 8. September 2021          | Das Reptil               | 2. Januar 2021            |
| 46           | 10            | My Third Eye                | 15. September 2021         | Das Dritte Auge          | 14. November 2021         |

## Staffel 7
| Nr. (gesamt) | Nr. (Staffel) | Originaltitel                     | Erstausstrahlung USA (TLC) | Deutscher Titel                | Erstausstrahlung DE (TLC) |
| ------------ | ------------- | --------------------------------- | -------------------------- | ------------------------------ | ------------------------- |
| 47           | 1             | Lookin' for Love in Lumpy Places  | 16. Februar 2022           | Dating für Poppaholics         | 12. Juni 2022             |
| 48           | 2             | The Incredible Bulk               | 23. Februar 2022           | Ein im-Po-santer Eingriff      | 19. Juni 2022             |
| 49           | 3             | Raw Meat Mass                     | 2. März 2022               | Ekzem-Panik                    | 26. Juni 2022             |
| 50           | 4             | The Never-Ending Keloids          | 9. März 2022               | Herr Pastor und sein Anhängsel | 3. Juli 2022              |
| 51           | 5             | Cyst Pits                         | 16. März 2022              | Mein knubbeliger Körper        | 10. Juli 2022             |
| 52           | 6             | Hard Knot Life                    | 23. März 2022              | Auf Messers Schneide           | 17. Juli 2022             |
| 53           | 7             | Bubble, Bubble, Ear's in Trouble! | 30. März 2022              | Faustdick hinterm Ohr          | 24. Juli 2022             |
| 54           | 8             | Once, Twice, Three Times a Keloid | 6. April 2022              | Keloid-Rapper                  | 31. Juli 2022             |
| 55           | 9             | Scarry Scarry Night               | 13. April 2022             | Rekordverdächtige Lipom-OP     | 7. August 2022            |
| 56           | 10            | My Brainlike Bump                 | 20. April 2022             | Keratosen-Explosion            | 14. August 2022           |

## Staffel 8
| Nr. (gesamt) | Nr. (Staffel) | Originaltitel                  | Erstausstrahlung USA (TLC) | Deutscher Titel                    | Erstausstrahlung DE (TLC) |
| ------------ | ------------- | ------------------------------ | -------------------------- | ---------------------------------- | ------------------------- |
| 57           | 1             | Booty and the Beach            | 13. Juli 2022              | Zysten-Gala mit Zylinder           | 2. Oktober 2022           |
| 58           | 2             | Poop! (There it is)            | 20. Juli 2022              | Wen juckt’s?                       | 27. November 2022         |
| 59           | 3             | Do Iguanas Get Pimples Too?    | 27. Juli 2022              | Wundersame Zysten-Vermehrung       | 23. Oktober 2022          |
| 60           | 4             | Alligator Arms                 | 3. August 2022             | Der Mann mit den „Alligator-Armen“ | 9. Oktober 2022           |
| 61           | 5             | Mötley Cÿst                    | 10. August 2022            | Rätselhafte Wucherungen            | 20. November 2022         |
| 62           | 6             | A Head of Cauliflower Bumps    | 17. August 2022            | Mein Kopf ist ein Blumenkohl       | 4. Dezember 2022          |
| 63           | 7             | The Wind Beneath My Nose Bumps | 24. August 2022            | Blaues Auge mit bösen Folgen       | 16. Oktober 2022          |
| 64           | 8             | Stucco on You                  | 31. August 2022            | Parasiten oder Wahnvorstellung?    | 30. Oktober 2022          |
| 65           | 9             | Fast Times at Nevus High       | 7. September 2022          | Ein Nävus kommt selten allein      | 13. November 2022         |
| 66           | 10            | My Octopus Lipoma              | 14. September 2022         | Das Kraken-Lipom                   | 6. November 2022          |

## Staffel 9
| Nr. (gesamt) | Nr. (Staffel) | Originaltitel            | Erstausstrahlung USA (TLC) | Deutscher Titel                   | Erstausstrahlung DE (TLC) |
| ------------ | ------------- | ------------------------ | -------------------------- | --------------------------------- | ------------------------- |
| 67           | 1             | Holy Cyst?!              | 5. April 2023              | Küssen unmöglich                  | 16. Juli 2023             |
| 68           | 2             | Nevus and Bump-Head      | 12. April 2023             | Basalzellkarzinom am Auge         | 23. Juli 2023             |
| 69           | 3             | Cyst Over Troubled Water | 19. April 2023             | Headset als Krankmacher           | 30. Juli 2023             |
| 70           | 4             | Ear Brain                | 26. April 2023             | Ein perfekt geformtes Ohr         | 6. August 2023            |
| 71           | 5             | Bumpshakalaka            | 3. Mai 2023                | Mehr als nur ein Dorn am Auge     | 13. August 2023           |
| 72           | 6             | Plum Nose                | 10. Mai 2023               | Schichten von Steatozystomen      | 20. August 2023           |
| 73           | 7             | Pig Snout                | 17. Mai 2023               | Die Schweineschnauze auf dem Kopf | 27. August 2023           |
| 74           | 8             | Amputation Deliberation  | 24. Mai 2023               | Bermuda Dreieck der Zysten        | 3. September 2023         |
| 75           | 9             | Zombie Skin              | 31. Mai 2023               | Ein Klotz am Arm                  | 10. September 2023        |
| 76           | 10            | Leaky Legs               | 7. Juni 2023               | Die Spitze des Neurofibroms       | 17. September 2023        |
| 77           | 11            | My Demon Bumps           | 21. Juni 2023              | Ein „Verdachts“-Fall              | 19. November 2023         |
| 78           | 12            | Troop Lipoma Hills       | 28. Juni 2023              | Verhexte Zyste                    | 26. November 2023         |
| 79           | 13            | Monster in the Mirror    | 5. Juli 2023               | Alter Ego mit Beule               | 3. Dezember 2023          |
| 80           | 14            | Keloid-Con               | 12. Juli 2023              | Immer Ärger mit Larry             | 10. Dezember 2023         |
| 81           | 15            | Veiny Balloons           | 19. Juli 2023              | Wasserballons im Gesicht          | 7. Januar 2024            |
| 82           | 16            | Scaly Mermaid Skin       | 26. Juli 2023              | Die aufgekratzte Meerjungfrau     | 14. Januar 2024           |
| 83           | 17            | Crazy, Stupid, Lump      | 2. August 2023             | Gefangen in der Leopardenhaut     | 28. Januar 2024           |
| 84           | 18            | California Bumpin'       | 9. August 2023             | Jebs Pickel-Zoo                   | 4. Februar 2024           |
| 85           | 19            | Quadripple Nipple        | 16. August 2023            | Dons neue Hoffnung                | 11. Februar 2024          |
| 86           | 20            | Tales from the Cyst      | 23. August 2023            | Ein abenteuerliches Lipom         | 21. Januar 2024           |

## Specials
| Nr. | Originaltitel                    | Erstausstrahlung USA (TLC) | Deutscher Titel                   | Erstausstrahlung DE (TLC) |
| --- | -------------------------------- | -------------------------- | --------------------------------- | ------------------------- |
| 1   | Dr. Pimple Popper                | 3. Januar 2018             | Die Pickel-Praxis                 | 16. Dezember 2018         |
| 2   | The 12 Pops of Christmas         | 13. Dezember 2018          | Weihnachts-Special                | 22. Dezember 2019         |
| 3   | Season's Squeezings              | 21. Dezember 2020          | Stille Nacht, schleimige Nacht    | 16. Januar 2022           |
| 4   | Messiest Pops                    | 22. September 2021         | –                                 | –                         |
| 5   | Biggest Transformations          | 29. September 2021         | –                                 | –                         |
| 6   | A Pimple Carol                   | 8. Dezember 2021           | Pimple Bells und Weihnachtsstress | 11. Dezember 2022         |
| 7   | With Every Cyst-mas Card I Write | 15. Dezember 2022          | Poppige Weihnachten               | 17. Dezember 2023         |